# 平端站

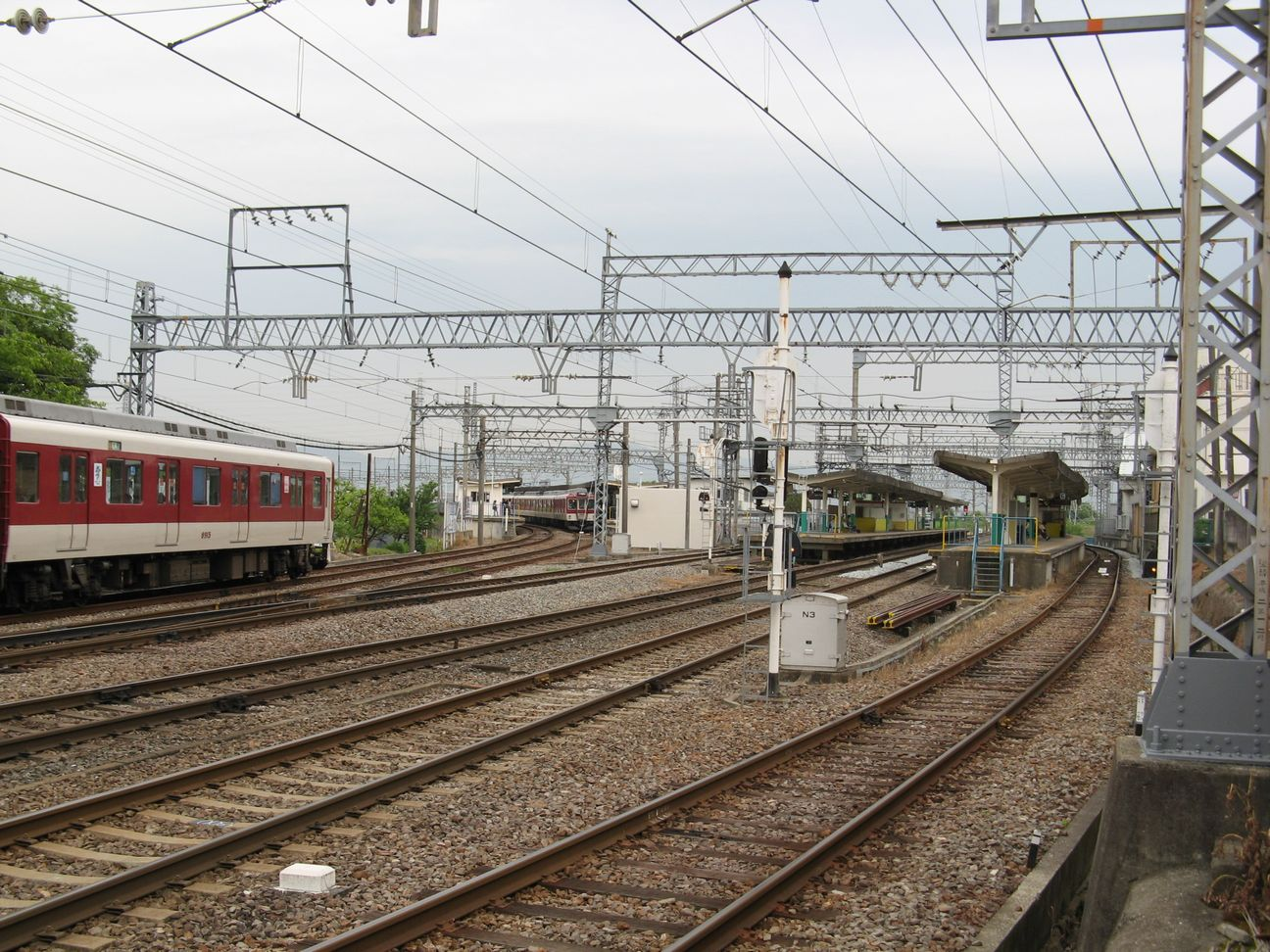
前方2面4線為橿原線月台，左側為天理線月台

平端站（日语：／ Hirahata eki */?）是一個位於日本奈良縣大和郡山市昭和町，屬於近畿日本鐵道（近鐵）的鐵路車站。站名來自開業當時車站所在地平群郡平端村。「平端」指的是平群郡之「端（はし）」。橿原線的車站編號為B32，天理線為H32。

## 車站構造

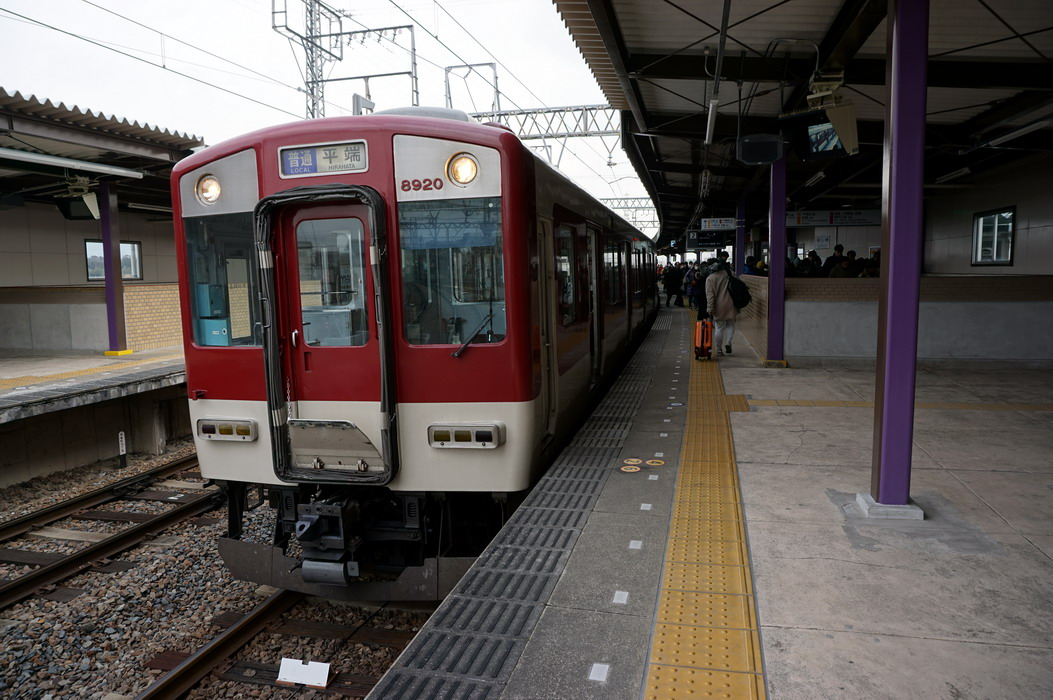
天理線月台

地面車站，島式月台2面4線為橿原線月台（3-6號月台），對向式月台2面2線為天理線月台（1、2號月台），軌道在車站北方合流。站舍位於車站西側，與各月台以地下道聯絡。地下道至各月台與站舍（閘口）都設有扶手電梯。

### 月台配置
| 月台       | 路線   | 方向   | 目的地                                                        | 備註                              |
| ---------- | ------ | ------ | ------------------------------------------------------------- | --------------------------------- |
| 天理線月台 |        |        |                                                               |                                   |
| 1          | 天理線 | 天理線 | 往天理                                                        | 橿原線起直通與 一部分此站折返列車 |
| 2          | 天理線 | 天理線 | 往天理                                                        | 只限此站折返列車                  |
| 2          | 橿原線 | 上行   | 郡山、大和西大寺、京都方向 奈良、大阪難波、尼崎、神戶三宮方向 | 天理始發列車                      |
| 橿原線月台 |        |        |                                                               |                                   |
| 3          | 橿原線 | 下行   | 大和八木、橿原神宮前方向 吉野方向 名古屋方向 伊勢志摩方向     |                                   |
| 4          | 橿原線 | 下行   | 大和八木、橿原神宮前方向 吉野方向 名古屋方向 伊勢志摩方向     |                                   |
| 5          | 橿原線 | 上行   | 郡山、大和西大寺、京都方向 奈良、大阪難波、尼崎、神戶三宮方向 | 大和八木方向開抵的列車            |
| 6          | 橿原線 | 上行   | 郡山、大和西大寺、京都方向 奈良、大阪難波、尼崎、神戶三宮方向 | 大和八木方向開抵的列車            |

橿原線月台使用內側2線（4號月台與5號月台）為主本線、外側2線（3號月台與6號月台）為待避線。

### 配線圖
| | ↑ 二階堂站       |                |
| ← 筒井站 | 平端站構內配線圖 | → 家庭公園前站 |
| 图例 参考文献：川島令三、『全国鉄道事情大研究 - 大阪都心部・奈良篇』 ISBN 978-479420498-1、166p、草思社、1993年 ※ 左方向為北 |                  |                |

## 使用情況
近年此站1日上下車人次的調查結果如下。
- 2018年11月13日：4,341人
- 2015年11月10日：4,053人
- 2012年11月13日：4,184人
- 2010年11月9日：4,065人
- 2008年11月18日：4,325人
- 2005年11月8日：4,644人

## 相鄰車站
近畿日本鐵道
 橿原線
■急行
近鐵郡山（B30）－平端（B32）－田原本（B36）

■普通
筒井（B31）－平端（B32）－家庭公園前（B33）
 天理線
■急行（天理線內各站停車）
（近鐵郡山－）平端（H32）－二階堂（H33）
■普通
（筒井－）平端（H32）－二階堂（H33）

### 曾經存在的路線
近畿日本鐵道
法隆寺線
額田部－平端

## 外部連結
- 平端 - 近畿日本鐵道